# 1794

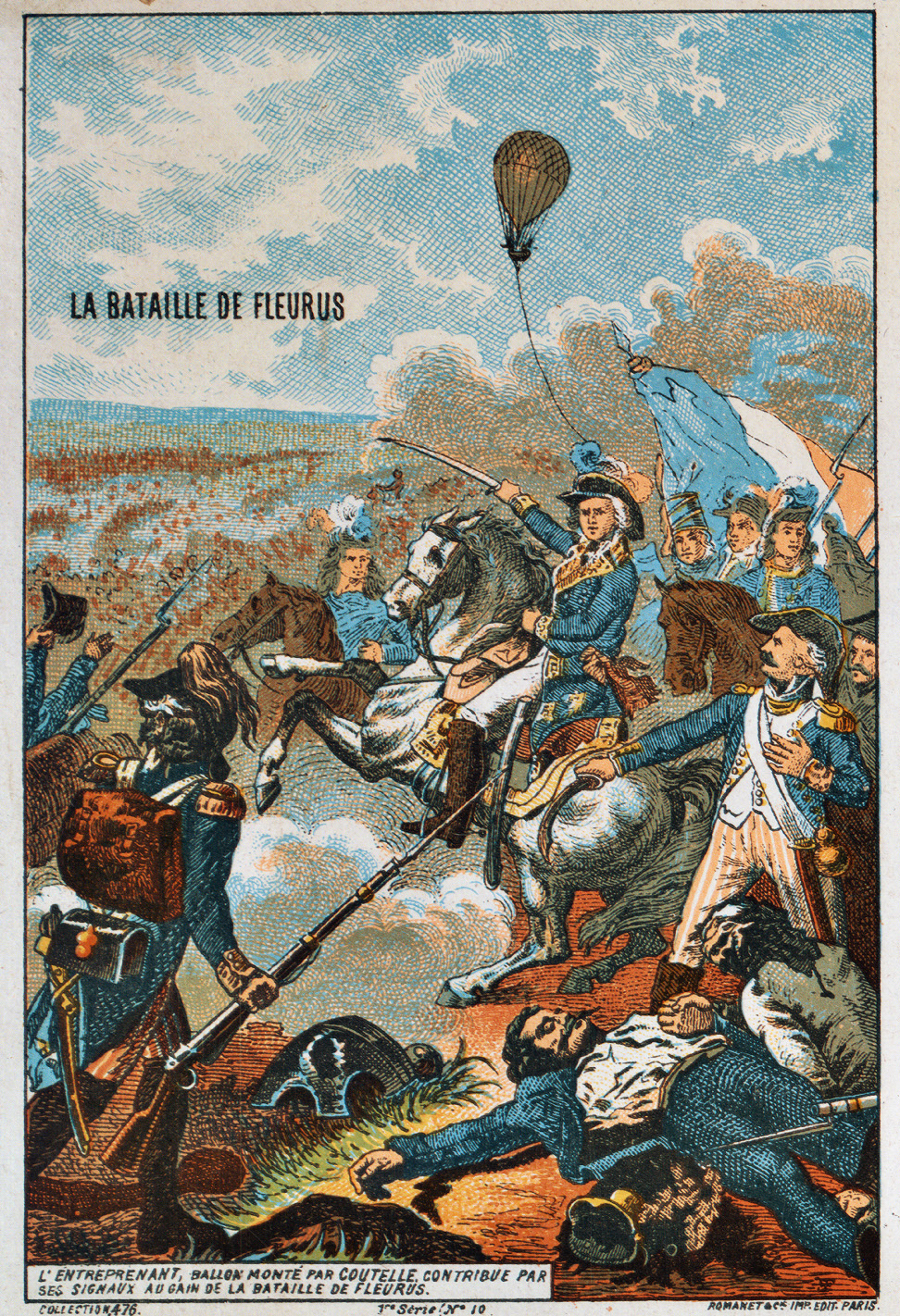
De Slag bij Fleurus

Het jaar 1794 is het 94e jaar in de 18e eeuw volgens de christelijke jaartelling.

## Gebeurtenissen
januari
- 29 - De Haarlemse boekhandelaar Adriaan Loosjes stelt voor een nutsleeszaal op te richten. Hij zegt toe de boeken zonder winstoogmerk te zullen leveren.

februari
- 4 - Frankrijk schaft de slavernij af.
- 15 - In Frankrijk wordt de Tricolore ingevoerd.
- 19 - De gewezen planter in Frans West-Indië Pierre-Victor Malouet ondertekent het Verdrag van Whitehall tussen de planters van Saint-Domingue, Martinique en Guadeloupe enerzijds en Engeland anderzijds, dat hun de mogelijkheid geeft de Franse Revolutie te bestrijden en de door de Franse republiek uitgeroepen emancipatie van de zwarten tegen te houden, mits aan de Engelsen fiscale inkomsten uit de suikerplantages worden verzekerd.

maart
- 14 - Eli Whitney uit Massachusetts krijgt octrooi op de katoenpluismachine, de cotton gin.
- 17 - Het Amerikaanse Congres geeft opdracht tot de bouw en uitrusting van zes fregatten ter bestrijding van piraterij. Dit is het begin van de United States Navy.
- 24 - Start van de Poolse opstand geleid door Tadeusz Kosciuszko na zijn toespraak op de Grote Markt van Krakau.
- 24 - Executie van Jacques-René Hébert.
- 30 - Arrestatie van Georges Danton.

april
- 2 - Het Franse leger vormt het eerste ballonregiment, "Compagnie d'Aerostiers" . voor verkenning van de vijandelijke stellingen.
- 9 - Keizer Frans II komt zelf te Brussel om het begin van een nieuwe veldtocht tegen Frankrijk bij te wonen.
- 23 - De keizer laat zich in open lucht op het Koningsplein inhuldigen als hertog van Brabant en Limburg en viert een Blijde Inkomst in Brussel op 24 april.

mei
- 10 - Madame Elisabeth, de jongste zuster van de Franse ex-koning Lodewijk XVI, wordt onder de guillotine terechtgesteld.
- 17 en 18 - In de Slag bij Tourcoing verslaan de Fransen onder Joseph Souham en Jean Victor Moreau de Pruisen en Engelsen.

juni
- 25 - De vesting Charleroi van de Republiek der Verenigde Nederlanden valt in handen van de Franse generaal Jourdan.
- 26 - Slag bij Fleurus: het Frankrijk|Franse leger verovert de Oostenrijkse Nederlanden. Dit markeert het begin van de Franse tijd in België.

juli
- 27 - De Fransen beginnen een beleg van Sluis.
- 28 - Executie van Robespierre en Saint-Just.
- juli - Als een menigte gewapende boeren het versterkte huis van de ontvanger van de federale belastingen in Pennsylvania bestormt, stuurt president Washington onderhandelaars en een troepenmacht. Zo wordt de Whiskey Rebellion de kop ingedrukt.

augustus
- 20 - In de Slag bij Fallen Timbers verslaat de Amerikaanse generaal Anthony Wayne de Irokezen en hun bondgenoten. Daarmee is het Noordwestterritorium  tussen de Mississippi en de Ohiorivier onder controle van de settlers.
- 25 - Na een beleg van vier weken moet de stad Sluis zich overgeven aan de Fransen.

september
- 14 en 15 - De Slag om Boxtel wordt uitgevochten tussen Franse troepen onder bevel van generaal Pichegru en geallieerde troepen, bestaande uit troepen uit Groot-Brittannië, Hessen en Hannover die onder het gezamenlijke commando van de Britse bevelhebber Frederik van York staan. De Fransen veroveren Boxtel en verjagen de geallieerden.
- 21 - Pichegru legt een beleg aan voor 's-Hertogenbosch.

oktober
- 9 - 's-Hertogenbosch geeft zich over aan generaal Pichegru.
- 18 - Het Franse leger trekt de Maas over en belegert Nijmegen.
- 19 - De Slag bij Puiflijk wordt in het Land van Maas en Waal uitgevochten tussen Franse troepen onder bevel van generaal Pichegru en geallieerden, die bestaan uit troepen uit Groot-Brittannië en een Franse emigré-legermacht van de prins de Rohan. De Fransen behalen de overwinning
- 21 - De heerlijkheid Boxmeer wordt bij proclamatie ingelijfd bij Frankrijk en onder voorlopig Frans militair bestuur geplaatst.
- 23 - De Fransen trekken Terneuzen binnen; Staats-Vlaanderen wordt ingelijfd.
- 26 - Venlo geeft zich over aan generaal Laurent.

november
- 4 - Maastricht valt na een beleg van 42 dagen in handen van de Franse generaal Cléber.
- 4 - De Russische generaal Soevorov beëindigt de Poolse opstand met de inname van Warschau. De slachting van 20.000 inwoners van de buitenwijk Praga zorgt voor het definitieve einde van de opstand.
- 8 - Het Franse leger bezet Nijmegen na een beschieting van twee dagen. De Valkhof raakt beschadigd en wordt een jaar later afgebroken.
- 12 - In Parijs moet de Jacobijnenclub zijn deuren sluiten.
- 19 - De Verenigde Staten en Groot-Brittannië sluiten het Verdrag van Jay om hun meningsverschillen uit de weg te ruimen. Het leidt tot een heftige oppositie van Thomas Jefferson tegen de Federalistische regering van George Washington.
- november - De Franse Commissaris van Wetenschappen Barthélemy Faujas de Saint-Fond laat de schedel van de Mosasaurus uit het veroverde Maastricht overbrengen naar Parijs.

december
- 10 - Daendels doet een vergeefse aanval op de Bommelerwaard.
- 27 - Een voorhoede van drie brigades trekt over de dichtgevroren Maas.
- 30 - Grave wordt in puin geschoten na een beleg van tien weken.
- 31 - De katholieken in het Noord-Brabantse Best vorderen hun oorspronkelijke kerk weer terug van de protestanten. Dit wordt in 1798 de eerste kerk die weer in handen van de katholieken komt.

zonder datum
- De Engelsman John Dalton publiceert het eerste wetenschappelijke artikel over kleurenblindheid.

## Muziek
- Eerste uitvoering van de Symfonie nr. 99 van Joseph Haydn.
- Ludwig van Beethoven componeert het  Strijktrio Opus 3.
- Domenico Cimarosa componeert Le astuzie femminili.
- Joseph Haydn componeert zijn Symfonieën nr. 100 (Nilitary), 101 (The Clock) en 102.
- Sébastien Erard vindt het linkerpedaal van de piano uit.

## Beeldende kunst

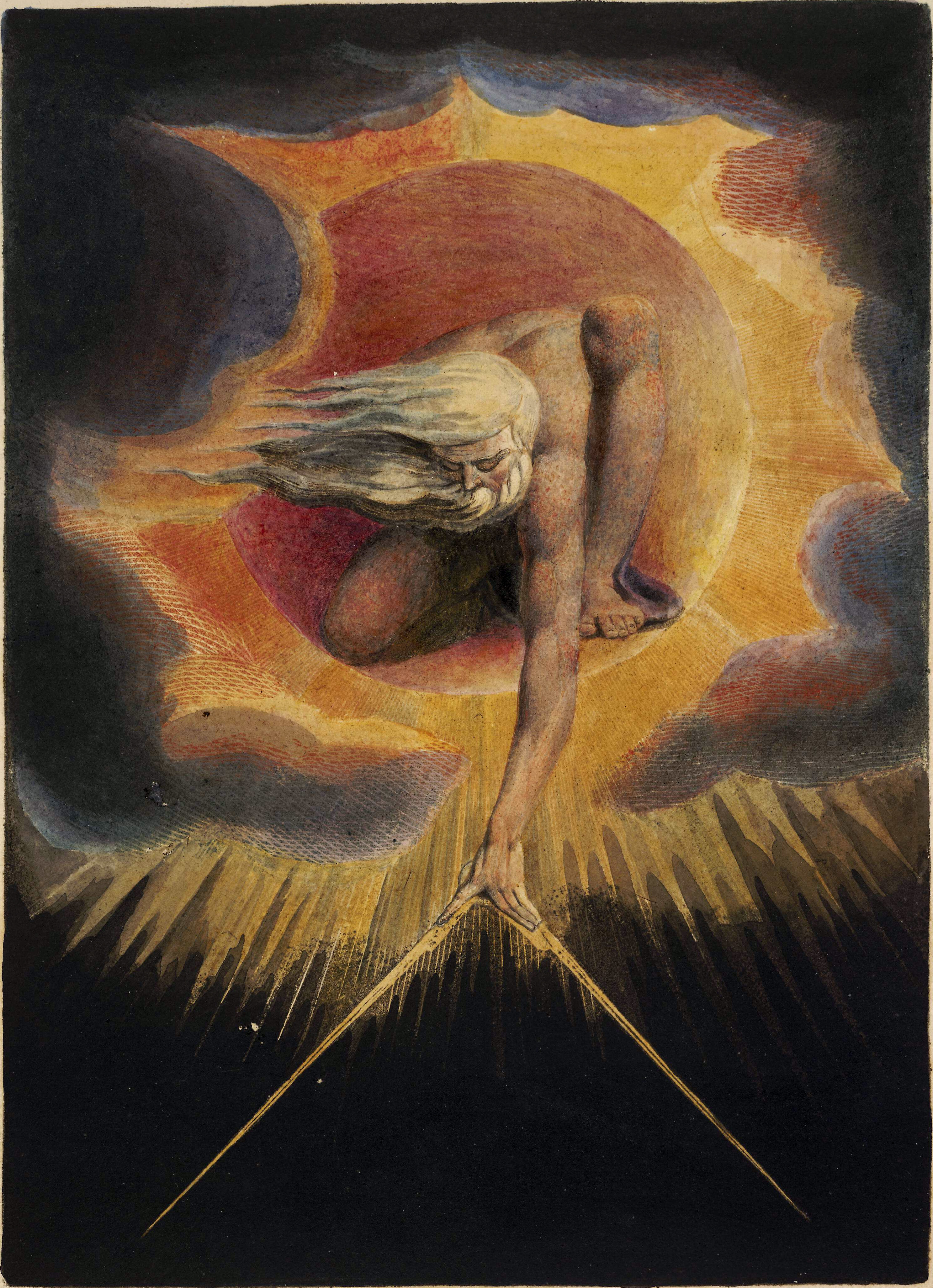
Ancient of Days (1794) William Blake, British Museum

## Bouwkunst

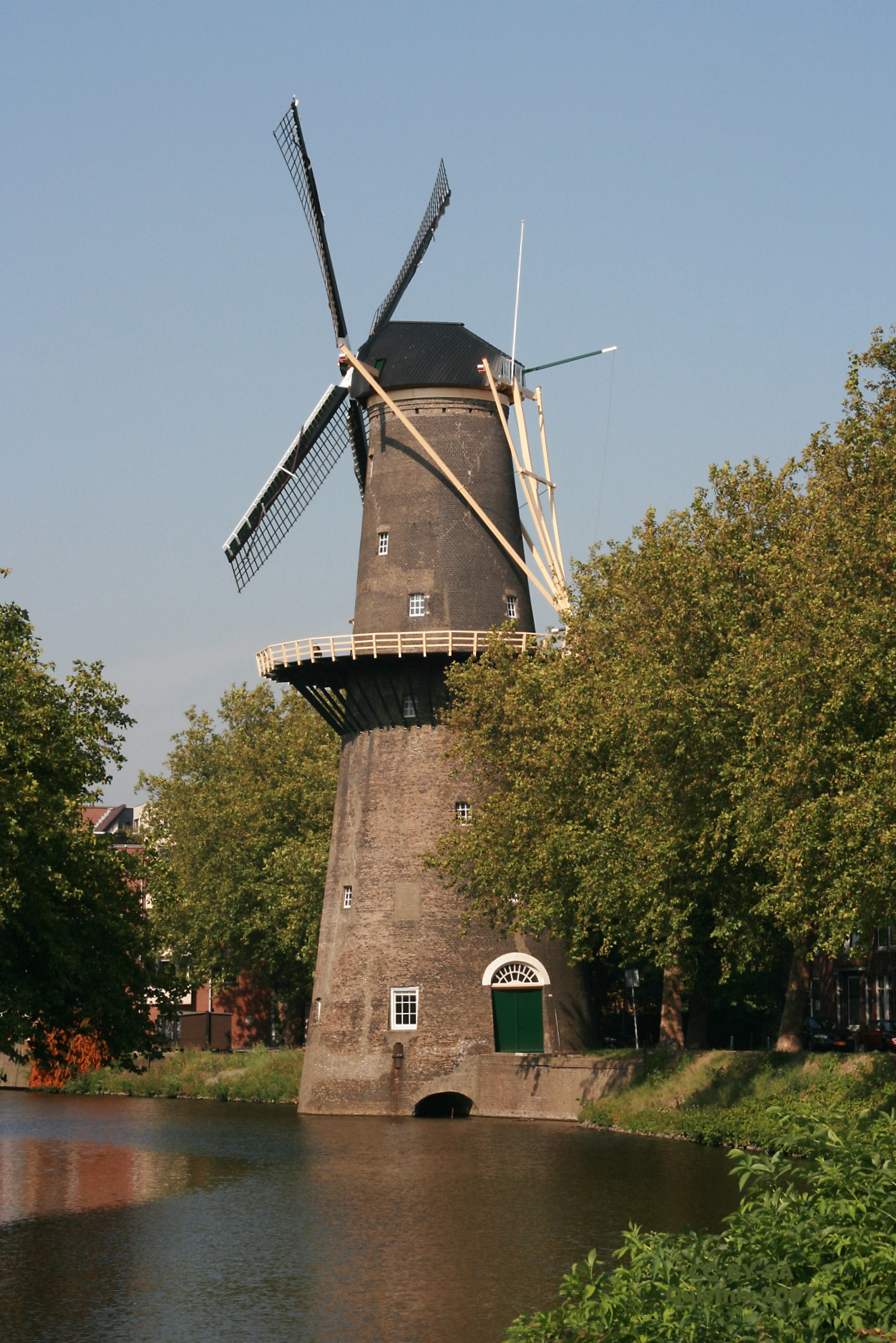
De Walvisch stellingmolen Schiedam (1794)

## Geboren
januari
- 2 - Joseph Lebeau, Belgisch politicus; premier in 1831 en 1840/'41 (overleden 1865)

februari
- 25 - Gerrit Schimmelpenninck, Nederlands politicus en zakenman (overleden 1863)

maart
- 22 - Frederick Irwin, waarnemend gouverneur van West-Australië (overleden 1860)

mei
- 2 - Carel Godfried Withuys, Nederlands schrijver en dichter (overleden 1865)
- 23 - Ignaz Moscheles, Boheems componist en pianovirtuoos (overleden 1870)
- 24 - William Whewell, Engels wetenschapper, priester en wetenschapshistoricus (overleden 1866)
- 27 - Cornelius Vanderbilt, Anerikaans ondernemer (overleden 1877)

augustus
- 15 - Elias Magnus Fries, Zweeds mycoloog (overleden 1878)
- 28 - Johannes Zwijsen, Nederlands R.K. bisschop (overleden 1877)

september
- 16 - Floris Nollet, Belgisch uitvinder (overleden 1853)

## Overleden
februari
- 1 - Louise de Luigné (61) en dochter Louise Aimée Déan de Luigné (ca. 34), Franse adellijke dames die in 1984 zalig verklaard werden

maart
- 2 - Lodewijk van Nassau-Saarbrücken (49), vorst van Nassau-Saarbrücken
- 28 - Nicolas de Condorcet (50), Frans wiskundige, schrijver en politicus

april
- 5 - Georges Danton (34), Frans revolutionair
- 16 - Marie Geneviève Poulain de la Forestrie (53) en haar zuster Marthe Poulain de la Forestrie (50), Franse martelaars uit adellijke familie, zalig verklaard in 1984

mei
- 8 - Antoine Lavoisier (50), Frans scheikundige

juli
- 23 - Alexandre de Beauharnais (34), Frans generaal
- 28 - Maximilien de Robespierre (36), Frans revolutionair

september
- 17 - Thomas Atkins (?), Engels soldaat

december
- 22 - Barend van Asperen

datum onbekend
- Rudolf Erich Raspe (±58), Duits schrijver